# بخش ژوب

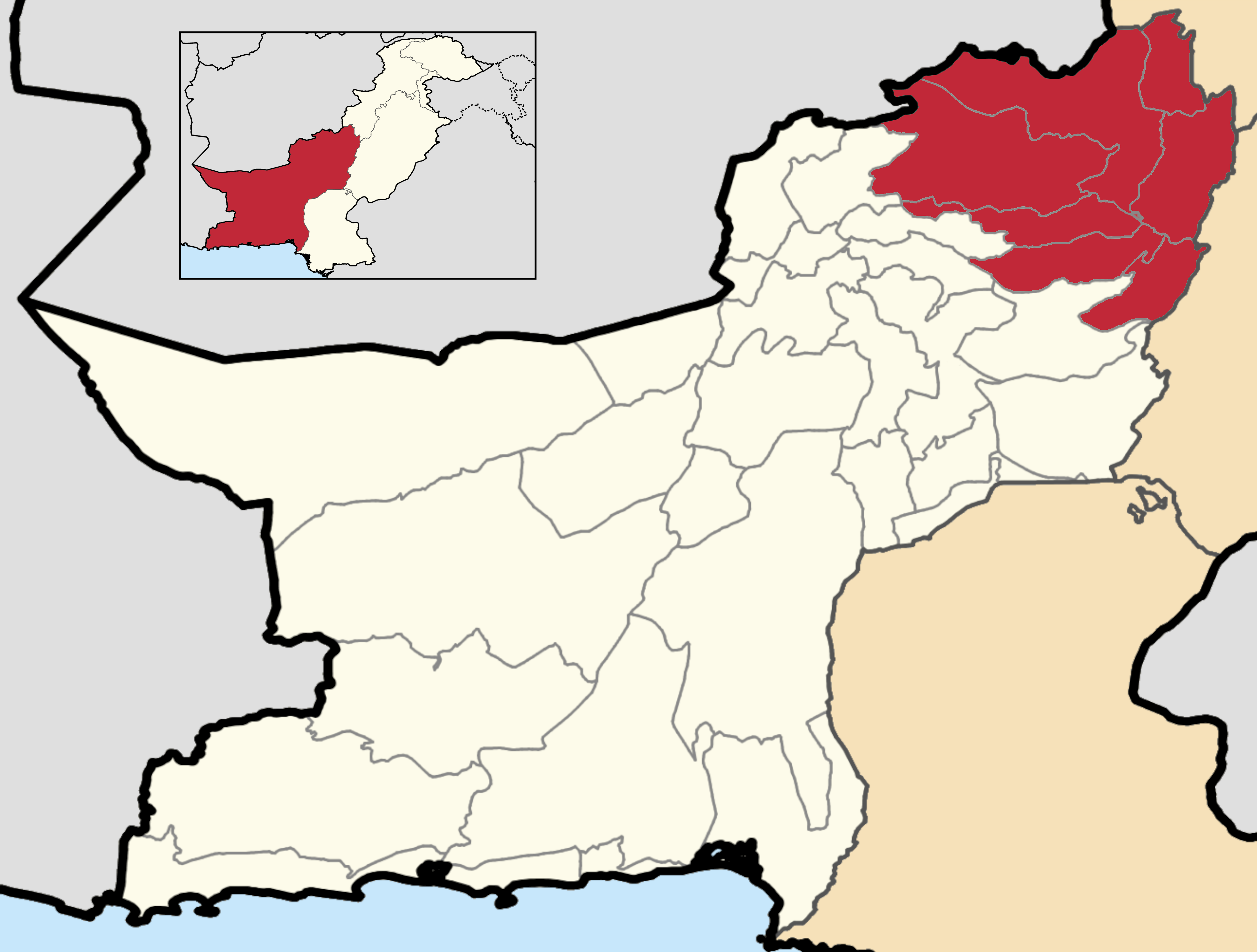
نمایی از نقشهٔ بخش ژوب در ایالت بلوچستان، پاکستان - ۲۰۲۰

بخش ژوب (انگلیسی: Zhob Division)  یکی از بخش‌های پاکستان در ایالت بلوچستان بود که در اصلاحات انجام‌گرفته در سال ۲۰۰۰ ساختار بخش مناطق شمال شرقی بود زیر اداره قبایل قوم پشتون بود که بصورت موقت حذف گردید. اما در سال ۲۰۰۸ مجدداً بازگردانده شد. ناحیه‌های آن عبارت بودند از:
- ناحیه قلعه سیف‌الله
- ناحیه بارخان
- ناحیه لورالائی
- ناحیه موسی خیل
- ناحیه شیرانی
- ناحیه ژوب
- ناحیه دوکی